# Antonio Asensio Pizarro
Antonio Asensio Pizarro (Barcelona, 11 de juny de 1947 - Madrid, 20 d'abril de 2001) va ser un empresari català, fundador del grup de comunicació Zeta.

## Biografia
Encara que va estudiar enginyeria industrial, amb tan sols 18 anys va començar a treballar com a redactor en la secció d'esports d'El Correo Catalán. Després de la mort del seu pare, el 1965, el jove Asensio -estudiant d'enginyeria tècnica- es va fer càrrec del negoci familiar, un taller de fotocomposició i mecànica anomenat Carmelo Asensio SA, amb quatre treballadors al seu càrrec. Casat amb Chantal Mosbah, va tenir quatre fills: Ingrid, Jessica, Jennifer i Antonio.

## Trajectòria
El març de 1976 funda el Grup Zeta amb un capital social de tan sols 500.000 pessetes i dos mesos després sortia a la venda el primer exemplar del que seria el vaixell almirall del grup, el setmanari Interviú. Després de l'èxit d'aquest llançament, el negoci editorial es va anar expandint i van començar a editar-se Tiempo, Panorama, Viajar, Conocer, La Voz de Asturias i sobretot, El Periódico de Catalunya des del 26 d'octubre de 1978. En 1986 adquireix a més l'Editorial Bruguera que reconverteix en Ediciones B.
A la fi dels anys vuitanta va intentar una ampliació del negoci a l'àmbit audiovisual i, al costat de l'empresari estatunidenc Rupert Murdoch va optar a una de les concessions de noves cadenes privades a Espanya, amb un projecte anomenat Univisión-Canal 1, encara que no ho va aconseguir.
El 1992, Asensio va adquirir una participació accionarial que li va permetre controlar la gestió d'Antena 3, quan aquesta cadena registrava un índex mitjà d'audiència de només el 13%. En els dos anys següents Asensio va convertir a Antena 3 en la cadena de televisió privada líder a Espanya. Va presidir la companyia fins a l'entrada de Telefónica el 1997.
El juliol de 1998 el grup Zeta va gestionar el llançament del diari de difusió nacional La Razón.
Es va fer amb l'equip alacantí Hèrcules Club de Futbol, el Málaga Club de Futbol i el Reial Club Deportiu Mallorca, a la ciutat esportiva del qual dona nom.
Va morir a la clínica Rúber de Madrid a l'abril de 2001 a causa d'un tumor cerebral que li va mantenir en coma durant els últims mesos de la seva vida.
El 2001 va rebre a títol pòstum la Gran Creu de l'Orde del Mèrit Civil. Anteriorment havia estat Català de l'Any el 1982, membre assembleista del Comitè Organitzador dels Jocs Olímpics de Barcelona i membre de la Fundació Barcelona Olímpica 92.
Pare de quatre fills: Ingrid (casada amb l'exfutbolista Fernando Sanz), Jessica, Antonio Asensio Mosbah (que va entrar en el consell d'administració del Grup amb tan sols divuit anys) i Jennifer (adoptada a la Xina).